# 5952 Davemonet
5952 Davemonet è un asteroide della fascia principale. Scoperto nel 1987, presenta un'orbita caratterizzata da un semiasse maggiore pari a 2,2701883 UA e da un'eccentricità di 0,1115765, inclinata di 4,06376° rispetto all'eclittica.